# سیارک ۱۵۲۵۸
سیارک ۱۵۲۵۸ (به انگلیسی: 15258 Alfilipenko، نامگذاری:1990RN17) پانزده هزار و دویست و پنجاه و هشتمین سیارک کشف شده‌است که در ۱۵ سپتامبر ۱۹۹۰ کشف شد.
قدر مطلق سیارک برابر ۴۴.۶ است.